# Tamarix smyrnensis
Tamarix smyrnensis är en tamariskväxtart som beskrevs av Aleksandr Andrejevitj Bunge. Tamarix smyrnensis ingår i släktet tamarisker, och familjen tamariskväxter. Inga underarter finns listade.